# シュターディオン・アム・ボルンハイマー・ハング
シュターディオン・アム・ボルンハイマー・ハング（Stadion am Bornheimer Hang）は、ドイツのヘッセン州フランクフルト・アム・マインにあるフットボール専用の球技場。陸上競技場であったが、球技場として改装された。

## 交通
フランクフルト地下鉄U7系統ヨハンナ・テッシュ・プラッツ駅下車。